# Сан-Педру (Фару)
Сан-Педру (порт. São Pedro) — район (фрегезия) в Португалии, входит в округ Фару. Является составной частью муниципалитета Фару. По старому административному делению входил в провинцию Алгарве (регион). Входит в экономико-статистический субрегион Алгарве, который входит в Алгарве. Население составляет 12 761 человек на 2001 год. Занимает площадь 11,75 км².